# Rolan Alexandrowitsch Gussew
Rolan Alexandrowitsch Gussew (russisch Ролан Александрович Гусев; * 17. September 1977 in Aşgabat, Turkmenische SSR) ist ein russischer Fußballspieler. Er spielt meistens im offensiven Mittelfeld oder er besetzt die rechte Außenmittelfeldposition. Er spielt aktuell bei Dnipro Dnipropetrowsk.

## Karriere
Gussew wurde in Aşgabat geboren, zog aber im Alter von neun Jahren nach Moskau, wo er in der Jugendschule von FK Dynamo Moskau angemeldet wurde. 1997 bekam er mit 20 Jahren seinen ersten Profivertrag bei Dynamo Moskau. Dort spielte er bis 2001, bevor er von ZSKA Moskau verpflichtet wurde. Bei ZSKA hatte er seine erfolgreichste Zeit. 2002 wurde er auf Anhieb Topscorer in der russischen Liga. Er wurde zweimal russischer Meister, zweimal gewann er den russischen Pokal und einmal den UEFA-Pokal. Beim Gewinn des UEFA-Pokals 2005 wurde er in der 90. Minute für Evgenhi Aldonin eingewechselt. 2004 wurde er für die Europameisterschaft in Portugal ins russische Team berufen. Russland scheiterte aber schon in der Vorrunde. 2008 wechselte er in die Ukraine zu Dnipro Dnipropetrowsk.

## Erfolge und Auszeichnungen
- UEFA-Pokal: (1) 2005
- Russische Meisterschaft: (3) 2003, 2005, 2006
- Top Scorer Russlands: (1) 2002 (zusammen mit Dmitri Kirichenko)
- Russischer Pokal: (3) 2002, 2005, 2006
- Russischer Superpokal: (3) 2004, 2006, 2007
- Bester rechter Mittelfeldspieler der Russischen Liga; gewählt von Journalisten des Sport-Express: (4) 2002, 2003, 2004, 2005